# Wangari Maathai
  Wangari Maathai    (Nyeri, 1 d'abril de 1940 - Nairobi, 25 de setembre de 2011) va ser una activista política i ecologista kenyana, d'ètnia kikuyu. El 2004 va rebre el Premi Nobel de la Pau per "les seves contribucions al desenvolupament sostenible, a la democràcia i a la pau". Era la primera dona africana que rebia aquest guardó i la primera dona que va ser catedràtica en el seu país. La doctora Maathai era, a més a més, membre electa al Parlament i ministra de Medi Ambient i Recursos Naturals dintre del govern presidit per Mwai Kibaki.

## Formació i activitat professional
Nascuda a la Kenya colonial, territori de l'Imperi Britànic, quan va començar els seus estudis a l'escola Santa Cecília, de la Missió Catòlica, es va convertir al catolicisme. Va estudiar després a l'Institut Loreto de Limuru, l'únic institut femení catòlic que hi havia aleshores a Kenya. Els bons resultats acadèmics li van permetre accedir a una beca i va poder anar als Estats Units, on es graduà en Biologia especialitzant-se en química.
Retornada a Kenya, va començar a treballar al departament de microanatomía de l'Escola de Medicina de Veterinària de la Universitat de Nairobi. Obtingué el Doctorat en Ciències Biològiques el 1964 a la Universitat Mount St Scholastica d'Atchison, a Kansas. Després de doctorar-se, treballà com a professora d'Anatomia Veterinària. Més endavant va ser degana de la seva facultat a la Universitat de Nairobi. El 1978 va passar un període de formació a Alemanya.

## Activisme i vida política
Les seves inquietuds mediambientals la van portar a formar part de la fundació Centre Ambiental Liason, que arribaria a presidir. Convençuda que un dels problemes del seu país era la degradació ambiental, va impulsar un programa de creació de llocs de treball en projectes de reforestació i una fundació, Envirocare.
Maathai va fundar el Green Belt Movement (o Moviment del Cinturó Verd) el 1977, una mena de lobby ecologista responsable del plantament de més de 30 milions d'arbres per tot el país i en altres països africans, per tal d'evitar la desforestació i l'erosió del sòl, i per tal de millorar la qualitat de vida de les dones que el portaven a terme. Això li va merèixer l'apel·latiu afectuós de Tree Woman (o 'Dona Arbre'). Des de llavors va esdevenir molt activa en temes mediambientals i a favor de les dones.
També es va implicar en la defensa de l'accés igualitari de les dones a les universitats i va formar part de diverses organitzacions cíviques, com l'Associació Kenyana de Dones Universitàries. Maathai fou la presidenta del Maendeleo Ya Wanawake (el Consell Nacional de Dones de Kenya), al qual va pertànyer des del 1976 i que presidí fins al 1987.
Denuncià també la manca de democràcia existent a Kenya, fet que li comportà persecució política. El 2002 es va presentar a les eleccions i esdevingué diputada al Parlament per un marge aclaparador de vots. Fou nomenada secretària d'Estat de Medi Ambient i Recursos Naturals, un càrrec que va ocupar fins al 2005, any en què fou elegida presidenta de la Unió Econòmica Africana.
El 25 de setembre de 2011 va morir a l'hospital de Nairobi després d'una lluita prolongada contra un càncer.

## Vida personal
El 1969 es va casar amb Mwangi Mathai, amb qui va tenir tres fills.

## Premi Nobel de la Pau
"Maathai va resistir amb coratge l'anterior règim opressiu de Kenya", va dir el Comitè Nobel noruec en la seva lectura en proclamar-la guanyadora del Premi Nobel de la Pau 2004. "Les seves formes d'actuar úniques han contribuït a prestar atenció a l'opressió política, nacionalment i internacional. Ha estat pou d'inspiració per a molts en la lluita pels drets democràtics i especialment ha encoratjat les dones a millorar la seva situació".
Controvèrsia
Maathai va produir un enrenou entre els mitjans de comunicació quan, en la conferència de premsa que seguia a l'anunci del premi, va suggerir que el virus VIH causant de la sida era producte de l'enginyeria genètica i que va ser posteriorment alliberat a l'Àfrica per investigadors occidentals no identificats com una arma de destrucció massiva per "castigar els negres". Només una petita minoria dona suport a aquesta teoria conspirativa de la sida, la qual no és l'única. Des de llavors va anar matisant i suavitzant la seva postura.

## Premis
Alguns dels premis i guardons més importants que ha rebut són els següents:
- 1984: Right Livelihood Award (o "Premi Nobel Alternatiu")
- 1991: Premi Ambiental Goldman
- 1991: Premi Àfrica
- 1993: Medalla Edimburg
- 2004: Premi Petra Kelly
- 2004: Premi Sophie
- 2004: Premi Nobel de la Pau[8]